# Shorty Wanna Ride
«Shorty Wanna Ride» — другий сингл репера Young Buck з його дебютного студійного альбому Straight Outta Cashville, найуспішніший окремок за всю кар'єру виконавця. RIAA надала синглу двічі платиновий статус.

## Відеокліп
Відеокліп знято під впливом фільму «Природжені вбивці» (англ. «Natural Born Killers»). Акторка Малінда Вільямс грає роль коханої репера, Полі Шор — репортера. Наприкінці відео грає пісня «Stomp». Ludacris та Game (які взяли участь у записі «Stomp») присутні у відеокліпі. У відео також знялися 50 Cent та Olivia.

## Чартові позиції
| Чарт (2004)                        | Найвища позиція |
| ---------------------------------- | --------------- |
| US Billboard Hot 100               | 17              |
| US Billboard Hot Rap Tracks        | 6               |
| US Billboard Hot R&B/Hip-Hop Songs | 8               |